# العصر العباسي الأول

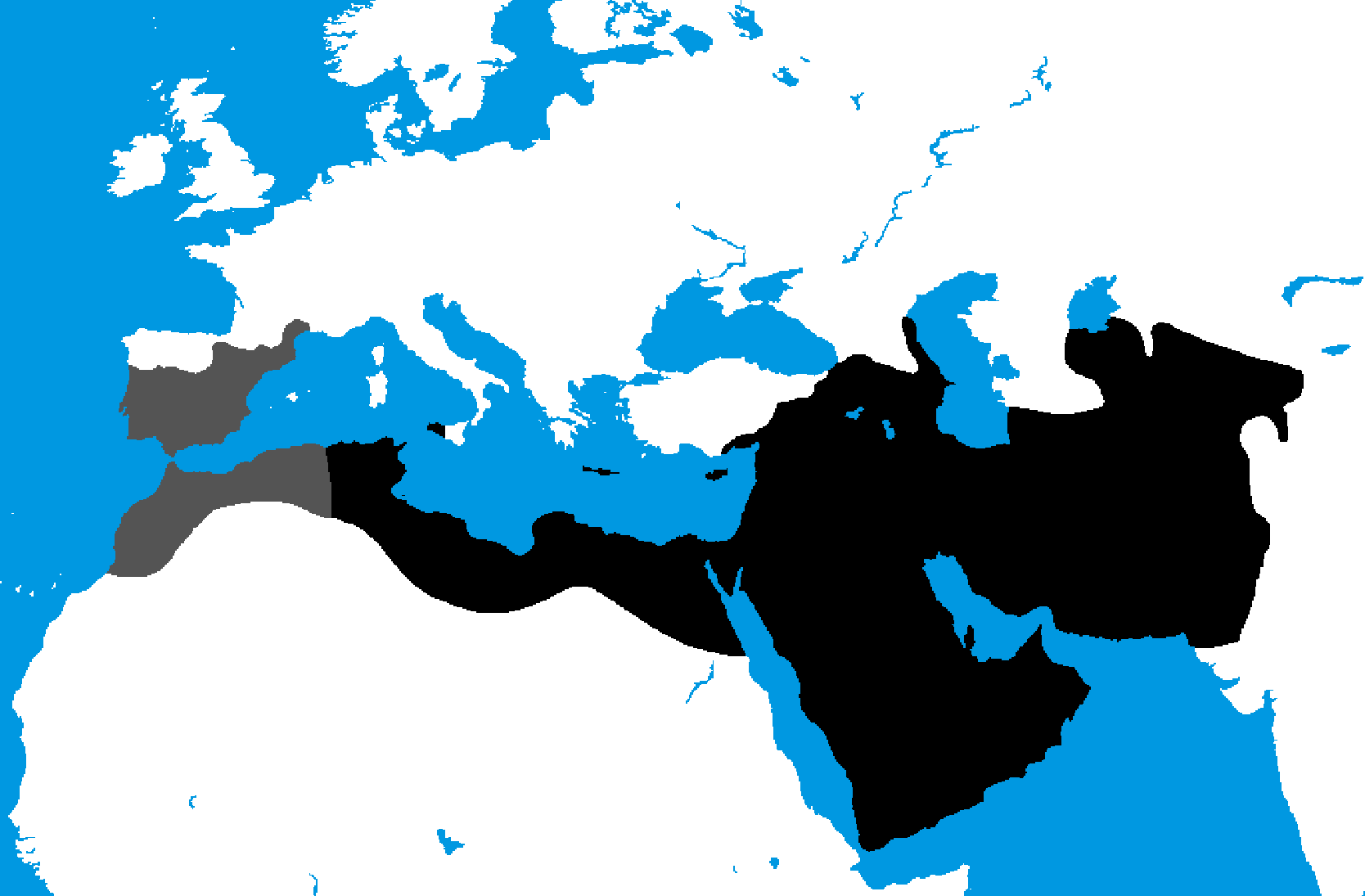
الدولة العباسية في أقصى اتساعها عام 850م

العصرُ العبَّاسيُّ الأول أو العصرُ العبَّاسيُّ الذَّهبي (132 – 232هـ / 750 – 847م) هو فترة زمنية امتدت لقرن كامل من تاريخ الخلافة العباسية الإجمالية (132 – 656هـ / 750 – 1258م)، وتبدأ الفترة منذ إعلان قيام الدولة في 12 ربيع الأول سنة 132هـ / 28 أكتوبر 749م على يد أبو العباس السفاح، وتنتهي بوفاة الخليفة هارون الواثق بالله في ذي الحجة سنة 232هـ / يوليو 847م. يُعد هذا العصر بمجمله العصر الذهبي للخلافة العباسية، إذ تمتع الخلفاء فيه بسلطتهم الدينيَّة والدنيويَّة بشكل واسع، واستطاعوا فيه تأكيد قوة خلافتهم ونفوذهم وهيمنتهم، وشهدت الدولة استقرارًا وقوة وازدهارًا حضاريًا وعلميًا وعمرانيًا لم يسبق له مثيل في كثير من جوانبه.
يشمل هذا العصر تسعة خلفاء، بدءًا من المؤسس السفاح (حكم 132 – 136هـ / 750 – 754م)، مرورًا بالباني الحقيقي للدولة المنصور (حكم 136 – 158هـ / 754 – 775م)، ثم المهدي (حكم 158 – 169هـ / 775 – 785م) والهادي (حكم 169 – 170هـ / 785 – 786م)، وصولًا إلى ذروة القوة والازدهار في عهد الرشيد (حكم 170 – 193هـ / 786 – 809م) مع استثناء لفترة ابنه الأمين (حكم 193 – 198هـ / 809 – 813م) بسبب الصراع على الحكم، ثم بلغ أوجها في عهد المأمون (حكم 198 – 218هـ / 813 – 833م)، ثم بداية الرُّكود في عهد المعتصم بالله (حكم 218 – 227هـ / 833 – 842م) وابنه الواثق بالله (حكم 227 – 232هـ / 842 – 847م) مع تزايد نفوذ الأتراك. ويضيف بعض المُؤرخين الخليفة العاشر المتوكل على الله (حكم 232 – 247هـ / 847 – 861م) في العصر الأول، إذ يعتبر مقتله على يد الأتراك في 3 شوال 247هـ / 11 ديسمبر 861م، بداية عهد الفوضى والعصر العبَّاسي الثاني.

## خلفاء العصر

### أبو العباس السفاح (132–136هـ / 750–754م)

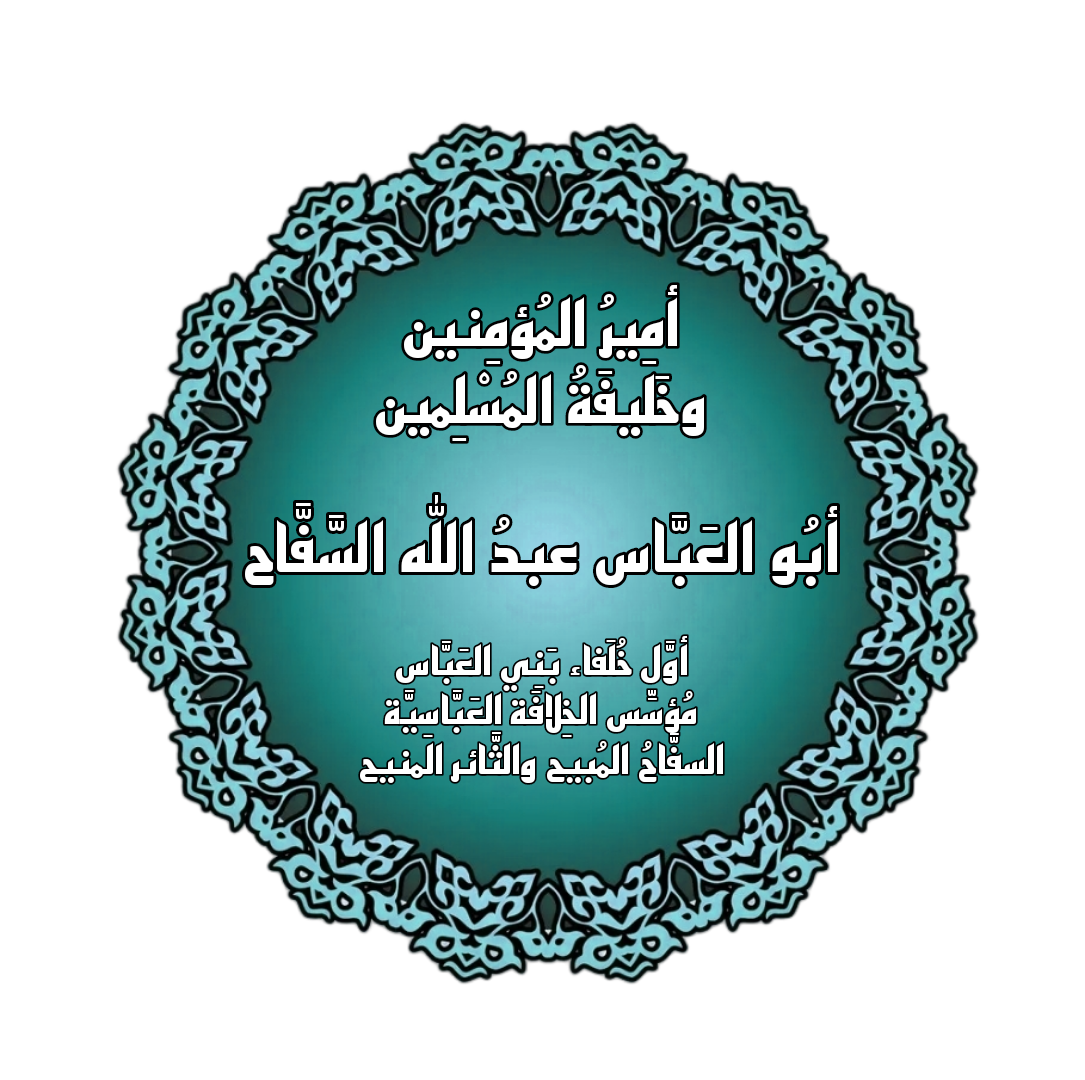
تخطيط لاسم الخليفة أبي العباس السفاح.

هو عبد الله بن محمد بن علي بن عبد الله بن العباس بن عبد المطلب الهاشمي القرشي، وُلد سنة 104هـ / 721م تقريبًا. بُويع بالخلافة في الكوفة في ربيع الأول سنة 132هـ / نوفمبر 749م ليكون أول خلفاء بني العباس. اتخذ من الأنبار عاصمة له. استمر حكمه نحو أربع سنوات، قضاها في توطيد أركان الدولة الجديدة وملاحقة فلول الأمويين والقضاء على معارضيهم، وواجه في عهده ثورات عدة تمكن من إخمادها. توفي في ذو الحجة 136هـ / يونيو 754م.

### أبو جعفر المنصور (136–158هـ / 754–775م)

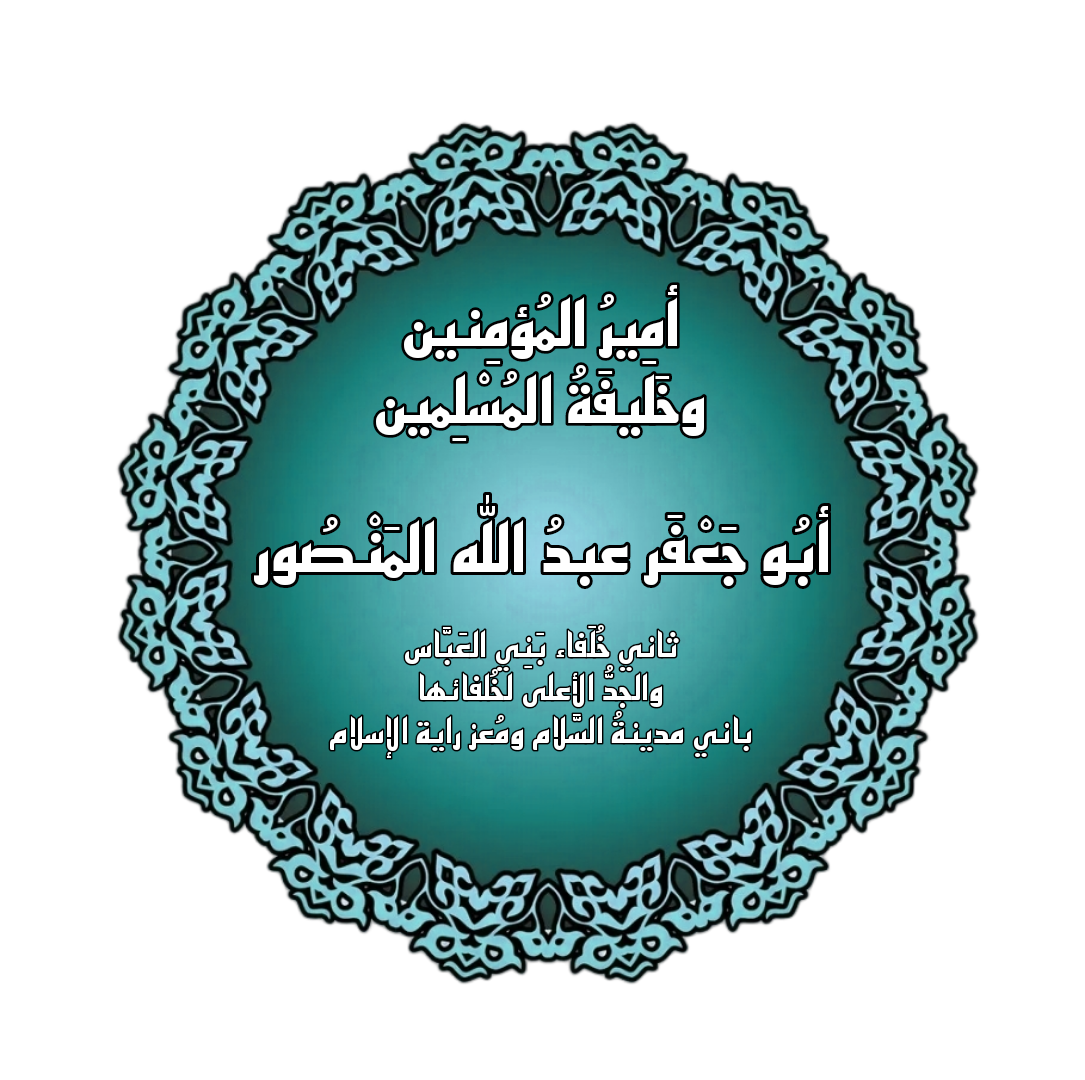
تخطيط لاسم الخليفة أبي جعفر المنصور.

هو عبد الله بن محمد بن علي الهاشمي، وكنيته أبو جعفر. وُلد سنة 95هـ / 714م في قرية الحميمة بالشام، ونشأ فصيحًا عالمًا بسير الملوك والتاريخ والأدب، وكثير الأسفار والتنقل. لما تولى أخوه أبو العباس السفاح الخلافة، استعان به في محاربة الأعداء وتصريف أمور الدولة، وكان ينوب عنه في الحج. أوصى له السفاح بولاية العهد، فبُويع بالخلافة إثر وفاة أخيه سنة 136هـ / 754م.
يُعد المنصور المؤسس الحقيقي للدولة العباسية؛ فقد واجه بحزم واقتدار العديد من المشاكل والثورات الكبرى، مثل ثورة عمه عبد الله بن علي العباسي، وثورة محمد النفس الزكية وأخيه إبراهيم بن عبد الله من العلويين، وخطر الراوندية، وتمكن من القضاء عليها جميعًا وتثبيت أركان الدولة. من أبرز أعماله بناء مدينة بغداد سنة 145هـ / 762م لتكون عاصمة جديدة للخلافة، والتي سرعان ما أصبحت مركزًا حضاريًا عالميًا. عُرف المنصور بالحزم والشدة والتدبير المالي الدقيق، واستمر حكمه نحو 22 عامًا حتى وفاته وهو في طريقه للحج سنة 158هـ / 775م.

### محمد المهدي (158–169هـ / 775–785م)

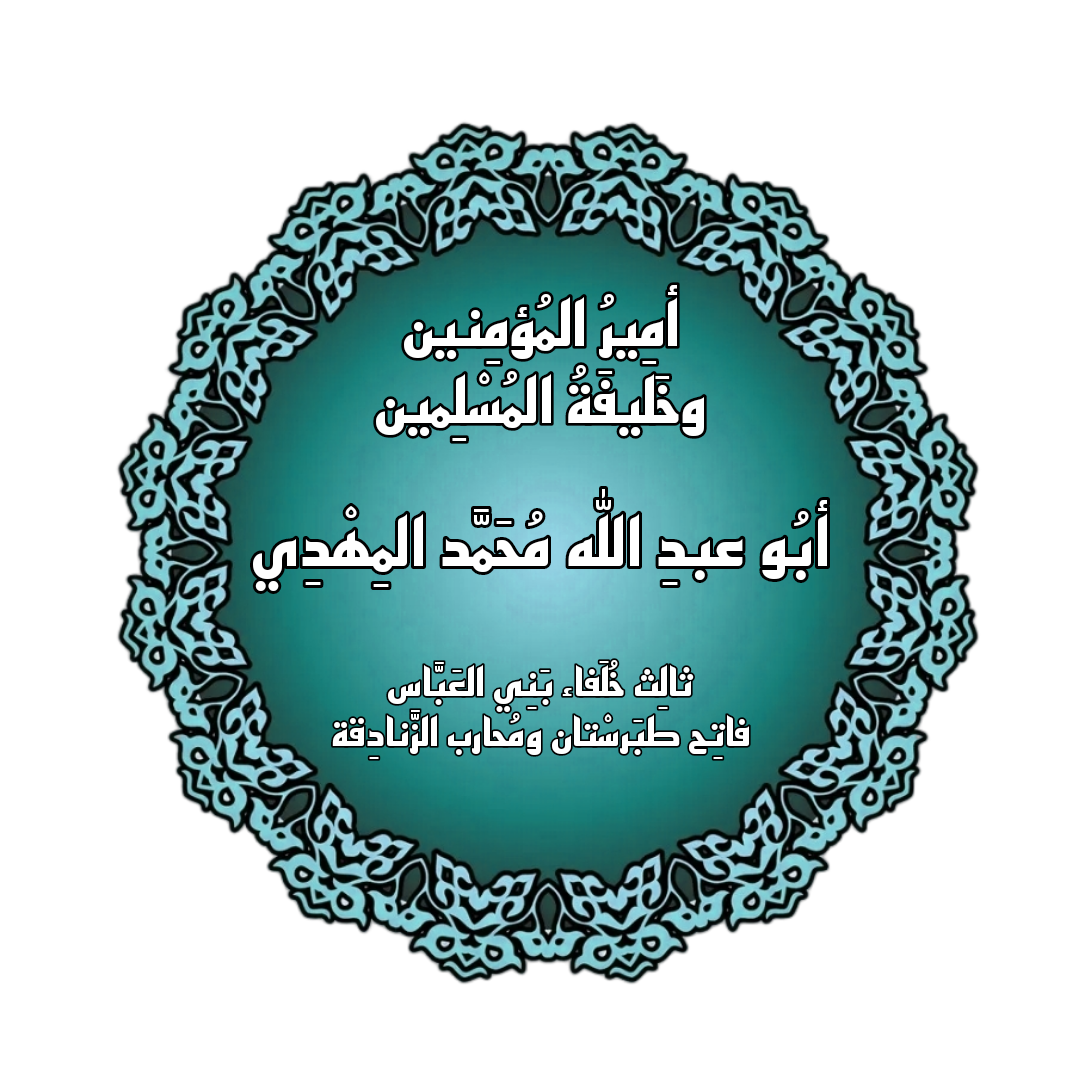
تخطيط لاسم الخليفة محمد المهدي.

هو محمد بن عبد الله المنصور، وُلد بالحميمة (وقيل بإيذج) سنة 126هـ / 743م. هيأه والده المنصور ليكون خليفة من بعده، فنشأ على ثقافة عربية واسعة ودراية بفنون الحرب والإدارة. بُويع له بولاية العهد بعد خلع عيسى بن موسى، ثم تولى الخلافة بعد وفاة أبيه سنة 158هـ / 775م.
اتسم عهد المهدي بالاستقرار والهدوء والتسامح مقارنة بعهد أبيه؛ فأطلق سراح كثير من المسجونين السياسيين، ورد بعض المظالم، واهتم بإقرار العدل، وجلس بنفسه للنظر في شكاوى الناس. كما عُرف بكرمه وسخائه، واهتم بالحرمين الشريفين ووسع المسجد الحرام، وأنفق على المصابين بالجذام. ورغم ذلك، واجه بعض الثورات مثل ثورة المقنع الخراساني في خراسان، وحارب الزنادقة بشدة. توفي سنة 169هـ / 785م.

### موسى الهادي (169–170هـ / 785–786م)

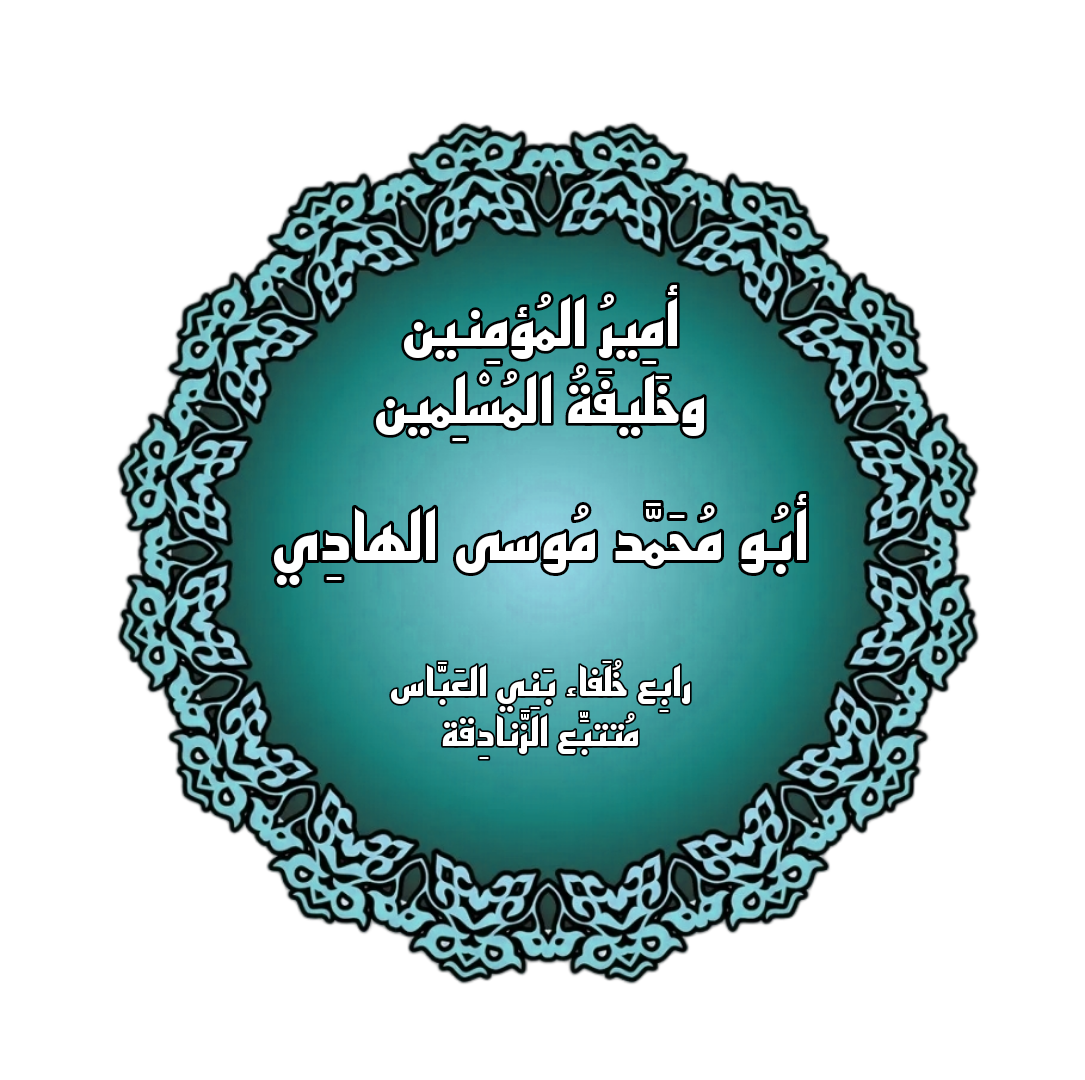
تخطيط لاسم الخليفة موسى الهادي.

هو موسى بن محمد المهدي، تولى الخلافة في محرم سنة 169هـ / أغسطس 785م بعد وفاة أبيه. اتصف بالغيرة والشهامة والجرأة، ورفض تدخل أمه الخيزران في سياسة الدولة كما كانت تفعل في عهد أبيه. واجه في عهده القصير ثورة علوية خطيرة بقيادة الحسين بن علي بن الحسن في المدينة، فأرسل جيشًا نجح في القضاء عليها في واقعة فخ سنة 169هـ. حاول الهادي نقل ولاية العهد من أخيه هارون الرشيد إلى ابنه جعفر، مخالفًا وصية أبيه، لكن الموت عاجله في ربيع الأول 170هـ / سبتمبر 786م قبل أن يتحقق له ذلك، فلم يدم حكمه سوى عام وشهر وبضعة أيام.

### هارون الرشيد (170–193هـ / 786–809م)

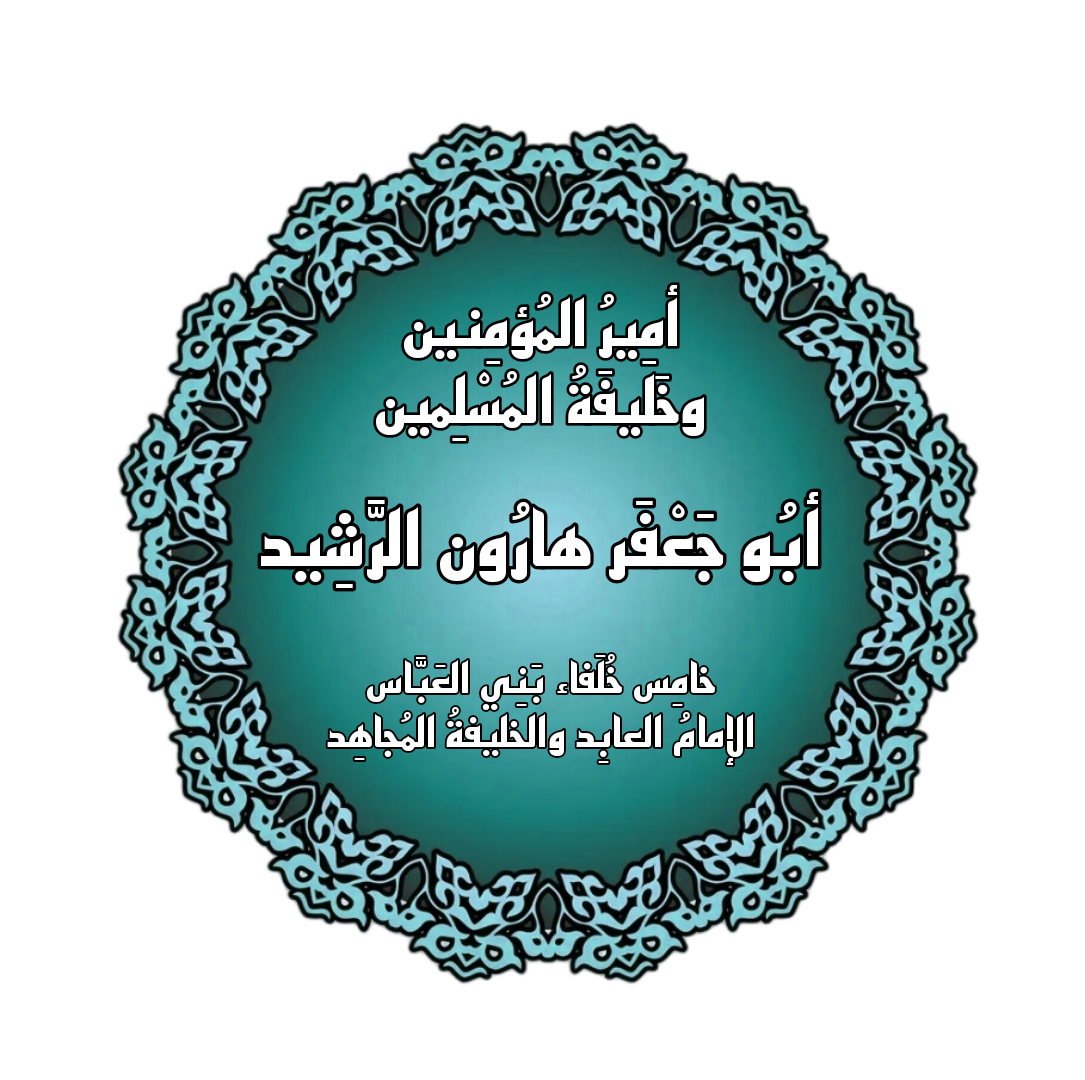
تخطيط لاسم الخليفة هارون الرشيد.

هو هارون بن محمد المهدي، وُلد بالري سنة 145هـ / 763م، وتولى الخلافة في الليلة التي مات فيها أخوه الهادي سنة 170هـ / 786م وعمره نحو اثنتين وعشرين عامًا. يُعد الرشيد أشهر خلفاء بني العباس وأبعدهم صيتًا، إذ بلغت الدولة في عهده أوج قوتها وازدهارها الحضاري والعسكري والاقتصادي، حتى أصبحت بغداد في زمانه قبلة الدنيا ومركزًا للثقافة والعلوم والفنون.
استهل الرشيد حكمه بتعيين يحيى البرمكي وزيرًا مفوضًا، فأسهم البرامكة بدور كبير في إدارة الدولة وتنظيمها. اهتم الرشيد بإقامة العدل، وإعادة الحقوق، وإصلاح الإدارة، وتأمين الثغور. شهد عهده ازدهارًا اقتصاديًا وثقافيًا وعلميًا وعمرانيًا كبيرًا؛ فازدهرت التجارة، وتدفقت الأموال، وشُيدت القصور والمساجد والحدائق، وأصبحت بغداد مقصدًا للعلماء والأدباء والفنانين. كان الرشيد نفسه مثقفًا ومحبًا للعلم، واجتمع في بلاطه كبار رجالات عصره. دام حكمه نحو ثلاث وعشرين سنة حتى وفاته سنة 193هـ / 809م في طوس أثناء توجهه لإخماد ثورة في خراسان.

### محمد الأمين (193–198هـ / 809–813م)

تخطيط لاسم الخليفة محمد الأمين.

هو محمد بن هارون الرشيد، وُلد بالرصافة وأمه زبيدة بنت جعفر الهاشمية. تولى الخلافة عقب وفاة أبيه الرشيد سنة 193هـ / 809م بصفته ولي العهد الأول، وكان عمره حينها نحو ثلاث وعشرين سنة.
تميز عهد الأمين القصير بالصراع المرير مع أخيه المأمون. تشير المصادر إلى أن الأمين، بتحريض من وزيره الفضل بن الربيع وحاشيته، خالف وصية أبيه الرشيد المتعلقة بتقسيم السلطة والجيش والأموال مع المأمون، ثم أقدم على تعيين ابنه موسى وليًا للعهد بدلاً من أخويه المأمون والمؤتمن، مما أدى إلى رد فعل قوي من المأمون في خراسان. تطور الصراع إلى مواجهة عسكرية شاملة (الفتنة الرابعة) انتهت بمحاصرة بغداد وقتل الأمين سنة 198هـ / 813م، بعد حكم دام أربع سنوات وثمانية أشهر وخمسة أيام.

### عبد الله المأمون (198–218هـ / 813–833م)

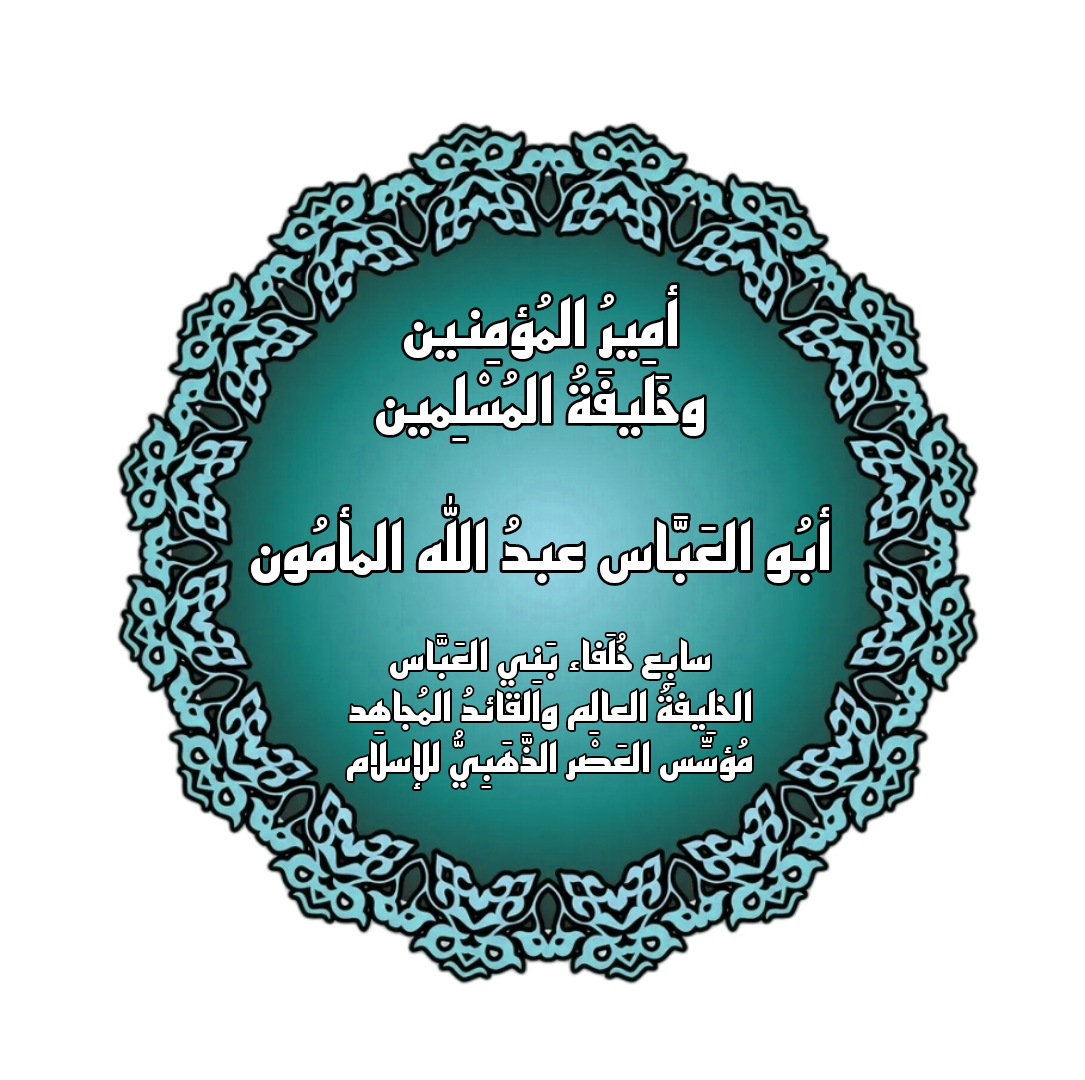
تخطيط لاسم الخليفة عبد الله المأمون.

هو عبد الله بن هارون الرشيد، وُلد في منتصف ربيع الأول 170هـ / سبتمبر 786م، وأمه أم ولد باذغيسية تُدعى مراجل. نشأ المأمون نشأة علمية وثقافية رفيعة، وأظهر نبوغًا مبكرًا، وأسند إليه والده الرشيد ولاية خراسان وجعل له ولاية العهد الثانية بعد الأمين.
لما تولى المأمون الخلافة سنة 198هـ / 813م بعد مقتل أخيه الأمين، عزم على تقديم نموذج للحكم الصالح، واشتهر بعفوه وحلمه. تميز عهده بالاهتمام البالغ بالعلم والعلماء والفلسفة؛ فعقد مجالس المناظرة، وأرسل البعثات لجمع الكتب النادرة وترجمتها، وأسس بيت الحكمة في بغداد وجعله مركزًا عالميًا للترجمة والبحث العلمي، مما أدى إلى ازدهار حركة الترجمة من مختلف اللغات إلى العربية، وقياس محيط الأرض، وتطور العلوم المختلفة. تبنى المأمون فكر المعتزلة وجعله مذهب الدولة الرسمي، وفرض المحنة على العلماء والقضاة. دام حكمه نحو عشرين عامًا حتى وفاته سنة 218هـ / 833م.

### المعتصم بالله (218–227هـ / 833–842م)

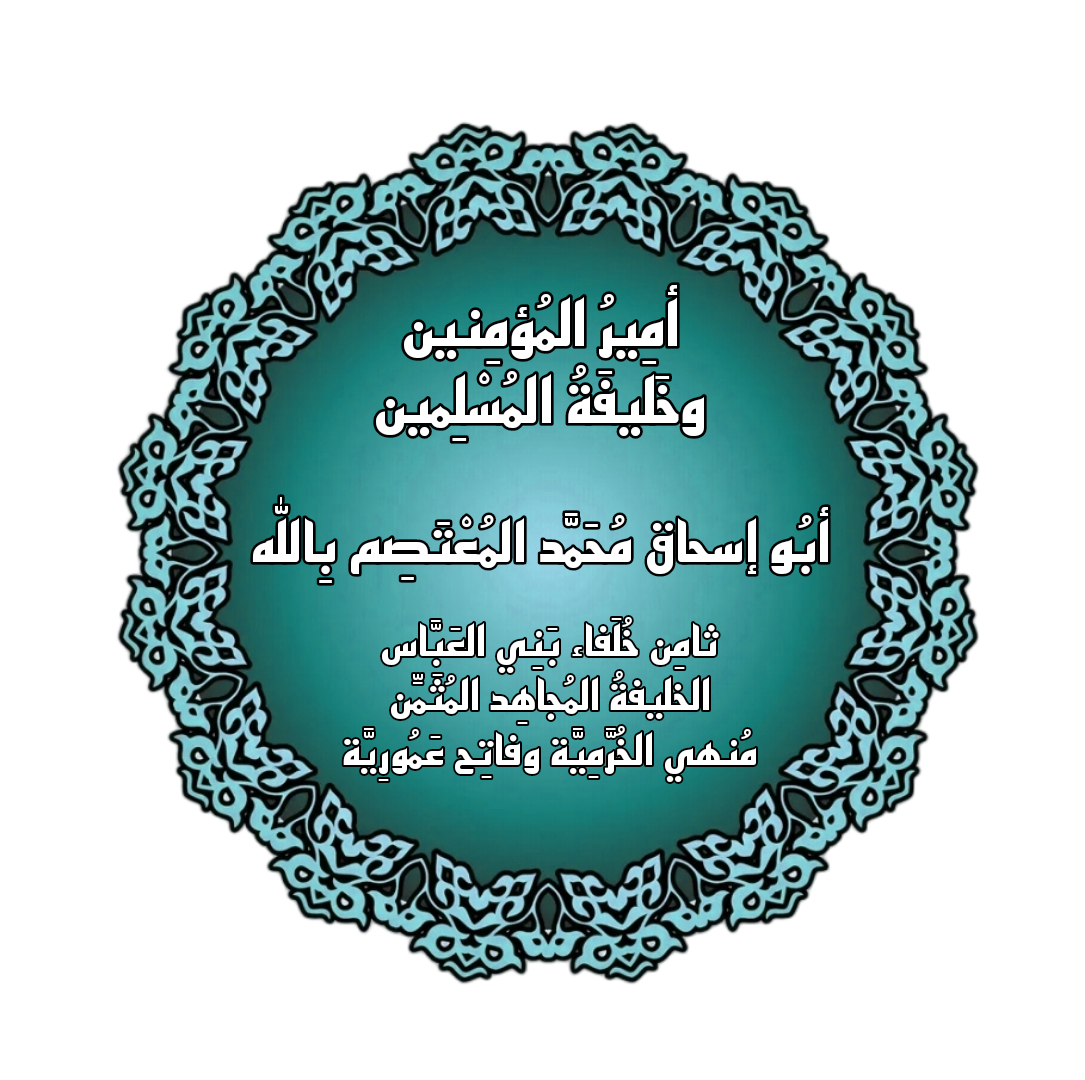
تخطيط لاسم الخليفة محمد المعتصم بالله.

هو محمد بن هارون الرشيد، وُلد في شعبان سنة 180هـ / أكتوبر 796م، وأمه جارية تركية اسمها ماردة. تولى الخلافة عقب وفاة أخيه المأمون بوصية منه سنة 218هـ / 833م. تميز المعتصم بقوته الجسمانية الهائلة وشجاعته الفائقة في الحروب، واعتبره المؤرخون من أشجع خلفاء بني العباس.
على عكس أخويه الأمين والمأمون، كان المعتصم قليل البضاعة في العلوم والآداب، حتى قيل إنه كان ضعيف الكتابة. أهم ما ميز عهده هو اعتماده المتزايد على العنصر التركي في الجيش والإدارة، فاستكثر منهم لشجاعتهم وولائهم الشخصي له. أدت كثرة الأتراك في بغداد إلى تذمر أهلها، مما دفعه إلى بناء عاصمة جديدة للجند الأتراك وهي مدينة سر من رأى (سامراء) سنة 221هـ / 836م. من أبرز أعماله العسكرية القضاء على ثورة بابك الخرمي الخطيرة في أذربيجان بقيادة قائده الأفشين، وفتحه لمدينة عمورية في حملة عسكرية شهيرة ضد الروم. توفي سنة 227هـ / 842م.

### الواثق بالله (227–232هـ / 842–847م)

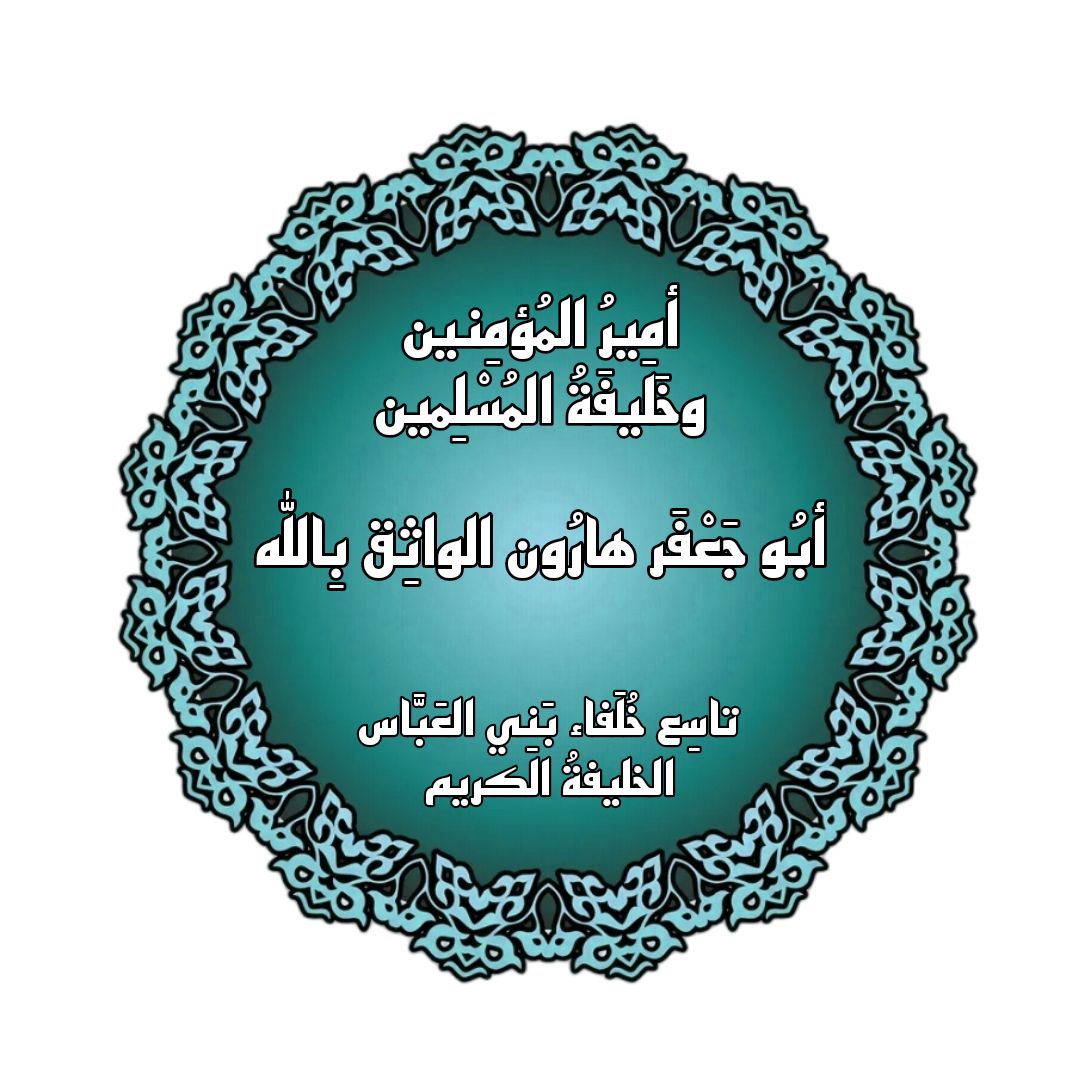
تخطيط لاسم الخليفة هارون الواثق بالله.

هو هارون بن المعتصم بالله، أمه أم الولد رومية تُدعى قراطيس. وُلد في بغداد سنة 200هـ. كان فطنًا لبيبًا فصيحًا، ينظم الشعر ويحب الموسيقى. تولى الخلافة يوم وفاة والده المعتصم سنة 227هـ / 842م.
اتسمت سياسة الواثق باستمراره على نهج أبيه؛ فتمسك بمذهب المعتزلة وفرض المحنة، وقرّب الأتراك وزاد من نفوذهم، حتى لمع في عهده قائدين تركيين كبيرين هما أشناس التركي وإيتاخ الخزري. لجأ الواثق إلى مصادرة أموال كبار الموظفين. في المقابل، أظهر إحسانًا للعلويين وأغدق عليهم الأموال. استمر الواثق في الخلافة خمس سنين وتسعة أشهر، ثم أُصيب بمرض الاستسقاء، ومات في ذو الحجة سنة 232هـ / أغسطس 847م.

## عهود العصر
قسَّم بعض المؤرخين العصر العباسي الأول إلى عدة عهود أو مراحل فرعية بناءً على سماتها العامة:
- عهد التأسيس والتثبيت (132 – 158هـ / 749 – 775م): وشمل خلافة السفاح والمنصور. تميزت هذه الفترة بتثبيت أركان الدولة الجديدة، والقضاء على بقايا الأمويين وخصومهم، وبناء الأسس الإدارية والعسكرية للخلافة، وإنشاء العاصمة بغداد.
- عهد الاستقرار والازدهار (158 – 218هـ / 775 – 833م): وشمل خلافة المهدي، والهادي، والرشيد، والأمين، والمأمون. اتسم هذا العهد بوصول الدولة إلى أوج قوتها العسكرية واتساعها الجغرافي، ونهضتها الحضارية والعلمية والفنية، وإن تخللته بعض الفتن الداخلية كالصراع بين الأمين والمأمون.
- عهد الركود والقلق (218 – 232هـ / 833 – 847م): وشمل خلافة المعتصم والواثق. شهدت هذه الفترة بداية تغلغل النفوذ التركي في الجيش والإدارة، ونقل العاصمة إلى سامراء، واستمرار محنة خلق القرآن، وإن حافظت الدولة على قوتها الخارجية وهيبتها بشكل عام.

## الصراعات الداخلية
شهد هذا العصر رغم قوته وازدهاره، أنواعًا متعددة من الصراعات الداخلية التي شكلت تحديًا مستمرًا للخلفاء العباسيين:
- الصراع بين العرب والفرس: وهو صراع على النُّفوذ تجلى في عدة مراحل، أبرزها ما حدث بين الخليفة هارون الرشيد ووزرائه البرامكة ذوي الأصول الفارسية والذي انتهى بنكبتهم، وكذلك الصراع الذي دار في عهد المأمون مع وزرائه من بني سهل بعد أطماع وزيره الفضل بن سهل السرخسي ما اضطره لقتله بحيلة لاحقًا.
- الصراع العباسي العلوي: استمر التوتر والصراع بين فرعي البيت الهاشمي، العباسيين الحاكمين والعلويين الطامحين للخلافة، ومن أبرز تجليات هذا الصراع ثورة محمد النفس الزكية وأخيه إبراهيم على الخليفة المنصور.
- مواجهة الحركات المعارضة الأخرى: واجهت الخلافة العباسية حركات معارضة أخرى ذات طابع سياسي أو ديني، مثل ثورات الخوارج المتكررة في أنحاء مختلفة من الدولة.
- الصراع الديني والفكري: ظهرت في هذا العصر، خاصة في المناطق ذات الإرث الفارسي، بعض الحركات والعقائد التي اعتبرتها الدولة معادية للإسلام، مثل الخُرَّمية والمانوية والثنوية وغيرها، مما استدعى حدوث مواجهات فكرية وعسكرية بين الطرفين.

## العلاقات الخارجية
بسطت الخلافة العباسية في عصرها الأول سلطانها على رقعة جغرافية واسعة امتدت من الشرق إلى الغرب، وتعددت علاقاتها وتفاعلاتها مع الدول والقوى الكبرى المعاصرة لها، ومن أبرز هذه العلاقات:

#### العلاقة مع الإمبراطورية البيزنطية
ظلت الإمبراطورية البيزنطية العدو التقليدي للمسلمين. اشتد هذا العداء بعد الفتوحات الإسلامية التي انتزعت منها أقاليم واسعة مثل الشام ومصر والمغرب. وفي خلال العصر العباسي الأول، تركز الاحتكاك العسكري المباشر على الحدود الشمالية في منطقة الثغور الشامية والجزرية. استغل الروم أحيانًا انشغال الخلفاء العباسيين الأوائل بتثبيت أركان دولتهم، فقاموا بمهاجمة الحصون والثغور الإسلامية. دفع ذلك الخلفاء العباسيين إلى تحصين هذه المناطق، وإعادة بناء ما هدمه البيزنطيون، وجعلوا لها نظامًا إداريًا وعسكريًا خاصًا، وحشدوا فيها آلاف المقاتلين والمرابطين لحماية ثغور ومدن المسلمين.
انقسمت هذه الثغور إلى قسمين رئيسيين: الثغور الجزرية (لحماية الجزيرة الفراتية وشمال العراق، ومن أهم حصونها ملطية والمصيصة ومرعش)، والثغور الشامية (غرب الجزرية للدفاع عن الشام، ومن أهم حصونها طرسوس وأدنة). أرسل الخليفة المهدي في سنة 162هـ / 779م، جيشًا ضخمًا بقيادة الحسن بن قحطبة فتوغل في بلاد الروم ونشر الرعب بينهم. ثم خرج المهدي بنفسه في سنة 163هـ / 780م، على رأس جيش نحو الحدود، وترك ابنه هارون (الرشيد لاحقًا) ليتابع الجهاد.
في عهد الرشيد (170–193هـ / 786–809م)، أُعيد تنظيم منطقة الثغور وأُطلق عليها اسم "منطقة الثغور والعواصم"، وقام الرشيد ببناء حصون جديدة مثل عين زربة وزبطرة. وحين حاول الإمبراطور البيزنطي نقفور الأول الامتناع عن دفع الجزية، أرسل إليه الرشيد رسالته الشهيرة التي جاء فيها: «بسم الله الرحمن الرحيم، من هارون أمير المؤمنين إلى نقفور كلب الروم، قد قرأت كتابك يا ابن الكافرة والجواب ما تراه دون أن تسمعه والسلام». وخرج الرشيد بنفسه على رأس جيش ضخم ألحق الهزيمة بالبيزنطيين وأرغم الإمبراطور نقفور على الخضوع ودفع الجزية مرة أخرى. كما جرت عمليات فداء للأسرى بين الطرفين في عهد الرشيد سنة 181هـ / 797م.
استمر النشاط العسكري على البيزنطيين في عهد المأمون (198–218هـ / 813–833م)، وكان النصر حليف المسلمين في معظم المواجهات، فقد شن المأمون ثلاث حملات جهاديَّة في أواخر حياته، وكان يخطط للرابعة غير أنه توفي دون إتمامها. وتُعد معركة عمورية سنة 223هـ / 838م، في عهد المعتصم بالله، من أبرز المعارك وأشهرها؛ إذ كان سببها اعتداء الإمبراطور البيزنطي تيوفيل بن ميخائيل على بعض الثغور والحصون الإسلامية، وحين بلغ المعتصم ما وقع للمسلمين وصيحة امرأة مسلمة وقعت في الأسر "وامعتصماه!"، جهز جيشًا ضخمًا خرج به بنفسه، ففتح مدينة عمورية، وكانت من أعظم المدن البيزنطية آنذاك، واستولى على ما بها من مغانم وأموال.

#### العلاقة مع إمارة قرطبة الأموية
كانت علاقة الدولة العباسية بإمارة قرطبة الأموية علاقة عداء وتربص. فبعد سقوط الدولة الأموية في المشرق، تمكن عبد الرحمن بن معاوية الأموي المعروف بالداخل، من الفرار إلى الأندلس وتأسيس دولة أموية مستقلة هناك عاصمتها قرطبة سنة 138هـ / 755م. حاولت الخلافة العباسية بسط نفوذها على الأندلس والقضاء على هذه الدولة الوليدة، فدبر المنصور ثورة العلاء بن مغيث الجذامي في مدينة باجة الأندلسية سنة 146هـ / 763م، ثم ساند المهدي ثورات داخلية أخرى على الأمويين في الأندلس. باتت هذه المحاولات بالفشل بسبب يقظة الأمير عبد الرحمن الداخل وحذره وقوة دولته الناشئة، حتى إن المنصور نفسه لقبه بصقر قريش إعجابًا بقدرته على تأسيس ملكه منفردًا في بلاد نائية.

#### العلاقة مع الإمبراطورية الكارولنجية
نشأت علاقات سياسية بين الخلافة العباسية والإمبراطورية الكارولنجية الناشئة في غربي أوروبا (جنوبي فرنسا وأجزاء من ألمانيا وإيطاليا حاليًا). جرى تبادل للسفراء والهدايا بين الدولتين في عهد الخليفة هارون الرشيد والإمبراطور شارلمان. سعى شارلمان إلى كسب ود الرشيد لتعزيز موقفه السياسي في مواجهة خصومه في أوروبا، وكذلك على الأمويين التي كانت تناوئ الكارولنجيين وحاولت المصادقة مع الإمبراطورية البيزنطية العدوة التقليدية للعباسيين. تبادل الزعيمان الهدايا الثمينة، ومن أشهرها الساعة المائية التي أهداها الرشيد لشارلمان وأثارت دهشة بلاطه حسب المصادر الغربية، في حين لم تذكر المصادر الإسلاميَّة والعربيَّة القديمة شيء، ما يُقلل ثقة المؤرخين بحدوثها من الأساس.

## نظام الحكم

### الخلافة
أقام العباسيون دولتهم سنة 132هـ / 749م، وتولى أول خلفائهم أبو العباس عبد الله السفاح السلطة بناءً على وصية أخيه إبراهيم الإمام بعد وقوع الأخير في قبضة الأمويين. حكم السفاح أربع سنوات، وقبيل وفاته عهد إلى أخيه أبي جعفر المنصور بولاية العهد من بعده، ومن بعد المنصور إلى ابن أخيهما عيسى بن موسى، وكُتب بذلك عهدٌ رسمي خُتم بخواتم أهل البيت ووُضع عند عيسى بن موسى. يُلاحظ أن نظام الحكم الوراثي بدأ في الدولة العباسية منذ اللحظة الأولى، واقتصر على أفراد البيت العباسي. وأصبحت عادة الخلفاء في توصية ولاية العهد لأكثر من شخص (غالبًا اثنين أو ثلاثة) في كثير من الأحيان أدت إلى صراعات داخلية عنيفة ساهمت في تصدع الدولة لاحقًا، مثل الصراع بين الأمين والمأمون. وحين تولى أبو جعفر المنصور الخلافة، واجه اعتراضًا من عمه عبد الله بن علي الذي رفض مبايعته ودعا لنفسه بالخلافة، مدعيًا أنه ولي عهد السفاح. اضطر المنصور إلى توجيه جيش بقيادة أبو مسلم الخراساني الذي تمكن من القبض على عبد الله والقضاء على دعوته. نقل المنصور في خطوة لاحقة، ولاية العهد من ابن أخيه عيسى بن موسى إلى ابنه محمد المهدي، الذي تولى الخلافة بعد أبيه سنة 158هـ / 775م، واستمر حكمه حتى وفاته سنة 169هـ / 785م، ليخلفه ابنه موسى الهادي الذي لم يمكث سوى عام ونيف، ثم آلت الخلافة إلى أخيه هارون الرشيد.

### الوزارة
يُعد منصب الوزارة المنصب الثاني في الأهمية بعد الخلافة في الدولة العباسية. قسم فقهاء المسلمين الوزارة إلى نوعين رئيسيين: وزارة التفويض، وفيها يفوض الخليفة الوزير تدبير شؤون الدولة برأيه واجتهاده، فتكون له سلطة واسعة شبه مطلقة. ووزارة التنفيذ، وفيها يكون الوزير مجرد منفذ لأوامر الخليفة ووسيط بينه وبين الرعية والولاة. أحدث العباسيون نظام الوزارة في بداية دولتهم متأثرين بالنظم الإدارية الفارسية الساسانية. لم تكن مسؤوليات الوزير في بداية الأمر تختلف كثيرًا عن مسؤوليات الكاتب. حصر المنصور مهمة وزرائه في التنفيذ وتقديم النصح والمشورة، ولم يكن له وزير دائم بالمعنى المعروف، ومن أبرز من عمل له في هذا الإطار الربيع بن يونس الذي اشتهر باللباقة وحسن التدبير. ازداد شأن الوزراء وبرزت شخصياتهم بشكل كبير في خلافة المهدي، الذي ساد عهده هدوء نسبي سمح بتطور المؤسسات، ومن وزرائه الأقوياء يعقوب بن داود. ثم بلغ منصب الوزارة، خاصة وزارة التفويض، شأنًا عظيمًا في عهد الرشيد والمأمون، لاعتماد الأول على آل برمك (بقيادة يحيى البرمكي ثم ابنيه الفضل وجعفر)، واعتماد الثاني على بني سهل (بقيادة الفضل بن سهل). مُنح هؤلاء الوزراء صلاحيات وسلطات واسعة امتد نفوذهم بها إلى جميع مرافق الدولة، لكن هذا النفوذ الكبير غالبًا ما أدى إلى نهاية مأساوية لهم على يد الخلفاء أنفسهم نتيجة أطماعهم أو سوء استغلالهم للسلطة أو منافسة الخليفة نفسه.

### الكتابة
شكلت طبقة الكُتَّاب أهمية بالغة في الجهاز الإداري للدولة العباسية، فأصبح الكاتب يتمتع عادة بعلم واسع وثقافة عريضة. تضمنت مهام الكاتب تحرير الرسائل الرسمية والسياسية الموجهة داخل الدولة وخارجها، ونشر القرارات والبلاغات والمراسيم بين الناس. كان الكاتب يجلس على منصة القضاء بجوار الخليفة أو القاضي للنظر في الدعاوي والشكاوى، ثم يختم الوثائق بخاتم الخليفة. ومن أشهر الكتاب في العصر العباسي الأول: يحيى بن خالد البرمكي (في عهد الرشيد)، والفضل والحسن ابنا سهل، وأحمد بن يوسف (في عهد المأمون)، وابن الزيات، والحسن بن وهب، وأحمد بن المدبر (في عهدي المعتصم والواثق).

### الحجابة
تعد الحجابة وظيفة أساسية هدفت إلى تنظيم الصلة بين الحاكم والرعية، فـالحاجب هو الواسطة بين الناس والخليفة. يدرس الحاجب حوائج الناس ويستأذن لهم بالدخول على الخليفة أو يرفض ذلك إذا كانت الأسباب غير مقنعة، وذلك حفاظًا على هيبة الخلافة وتنظيمًا لعرض المسائل حسب أهميتها على رأس الدولة. استمر العباسيين بسياسة الأمويين في اتخاذ الحُجَّاب، بل إنهم أسرفوا أحيانًا في منع الناس من المقابلات المباشرة مع الخليفة. ولعل هذا هو السبب الذي أشار إليه ابن خلدون في نشأة ما أسماه "الحجاب الثاني" إذ أصبح بين الناس والخليفة حاجزان أو داران: دار الخاصة ودار العامة، وكان الخليفة يقابل كل طائفة حسب حالتها وأهمية أمرها في إحدى هاتين الدارين، تبعًا لتقدير الحجاب القائمين على أبوابها.

### ولاية الأقاليم
كان النظام الإداري في الخلافة العباسية، خاصة في عصرها الأول، نظامًا مركزيًا إلى حد كبير، حيث كان الولاة على الأقاليم مجرد عمال وممثلين مباشرين للخليفة، على عكس ما كان عليه الحال أحيانًا في أواخر العصر الأموي حيث تمتع بعض الولاة بنفوذ شبه مستقل بسبب ضعف الحكم الأموي. قسم العباسيون الولايات إلى نوعين، وظهر هذا التقسيم بوضوح خاصة في عهد الرشيد:
الولاية الكبرى: وهي التي تُسند عادة لأحد أبناء الخليفة أو شخصية مقربة جدًا منه. يتولى هذا الوالي عدة أقاليم واسعة، ويدير شؤونها غالبًا من العاصمة أو من أحد تلك الأقاليم، مع الرجوع للخليفة في القرارات الهامة، وله الحق في تعيين ولاة فرعيين من قبله على الأقاليم التابعة له.
الولاية الكاملة: يتمتع فيها الوالي بسلطات أوسع تشمل النظر في الأحكام القضائية، وجباية الضرائب والخراج، وحماية الأمن، وإمامة الناس في الصلاة، وتسيير الجيوش للغزو والجهاد.

### الدواوين
ظهرت الدواوين (الوزارات أو الإدارات الحكومية المتخصصة) في الدولة الإسلامية منذ عهد مبكر نتيجة لحاجة المسلمين إليها لتنظيم شؤون الدولة المتسعة. اعتبر ابن خلدون وجود الديوان من الأمور اللازمة للمُلك. كانت للدواوين أهمية كبرى فيما يتعلق بإدارة أموال الدولة، وحفظ حقوقها، وحصر الجنود وتسجيل مرتباتهم، وغير ذلك من شؤون الإدارة العامة. يرجع الفضل في تنظيم الدواوين بشكل منهجي في العصر العباسي إلى خالد بن برمك وأسرته من بعده. اهتم الخلفاء العباسيون بالدواوين، فكثرت وتنوعت اختصاصاتها نتيجة للتطور الإداري والتعاون الوثيق بين العباسيين والعناصر الفارسية ذات الخبرة الإدارية العريقة إذ كانت أفضل بكثير من النظم الإدارية البسيطة في العصر الأموي، ومع ذلك فقد احتفظ العباسيين ببعض التنظيمات التي كانت قائمة في العصر الأموي. لم يمنع ذلك العباسيين من استحداث دواوين جديدة تماشيًا مع تطور الدولة واتساعها وتقدم الأجيال، مثل: ديوان المصادرات، وديوان الأزمَّة (وهو ديوان للمحاسبة والتدقيق المالي)، وديوان المظالم.

### القضاء
يُعد القضاء من الوظائف الهامة والحساسة في الدولة الإسلامية، ويقوم على المحافظة على حقوق الرعية، وإقرار العدل والإنصاف بين جميع طبقات المجتمع، وحماية الأخلاق العامة، مستمدًا أحكامه من القرآن والسنة النبويَّة. وضع العلماء شروطًا ومواصفات يجب توافرها في القاضي نظرًا لأهمية هذا المنصب، منها أن يكون عالمًا، عاقلًا، حرًا، مسلمًا، عدلًا، سليم السمع والبصر، وخبيرًا بأحكام الشريعة. حظي القضاة في العصر العباسي الأول بالتبجيل والاحترام، وكان تعيينهم وعزلهم يتم بأمر مباشر من الخليفة. ويُعد المنصور أول من فعل ذلك بشكل منظم، إذ عين قضاة في مختلف الولايات والأمصار بأمره سنة 136هـ / 753م. استقرت المذاهب الفقهية في هذا العصر، وتحددت مهام القضاة وكيفية الإجراءات القضائية، وتوحد القانون إلى حد كبير، وأصبحت جلسات القضاء علنية، خاصة في عهد المأمون. اهتم الخلفاء العباسيون بالتثبت من الأحكام وعدالة الشهود، فعينوا جماعة من "المُزَكِّين" مهمتهم التحقق من أحوال الشهود وعدالتهم، فإذا طعن خصمٌ في شهادة شاهدٍ ما، سُئل عنه المُزَكِّي. واهتموا بتحسين الأحوال المادية للقضاة لضمان نزاهتهم وتفرغهم لعملهم. تطور نظام القضاء بصورة ملحوظة في هذا العصر، وظهر منصب قاضي القضاة، الذي يقيم في عاصمة الدولة ويقوم بتعيين القضاة في الأقاليم والبلاد المختلفة والإشراف عليهم. يُعد أبو يوسف، صاحب الإمام أبي حنيفة ومؤلف كتاب "الخراج"، أول من لُقِّب بقاضي القضاة في عهد الخليفة هارون الرشيد.

## النهضة الاقتصادية
أدرك الخلفاء العباسيون الأوائل أهمية الموارد المالية ودورها الحيوي في استقرار الدولة وتلبية نفقاتها المتزايدة، فسعوا لتنمية موارد الخلافة وتأمين تدفقها. اتخذ الخليفة المنصور عدة خطوات لزيادة دخل الدولة، فاستحدث ديوان المصادرات للاستيلاء على أموال الخارجين على سلطته، وذلك لمواجهة الأعباء المالية للثورات والحركات التي واجهها في بداية حكمه، وأعاد النظر في مقادير الخراج والضرائب المفروضة على الكور والأقاليم لضمان عدالتها وزيادة مردودها.
بلغت الخلافة العباسية في عهد الخليفة هارون الرشيد أوج ازدهارها الاقتصادي، وارتفع مستوى المعيشة بشكل ملحوظ. يعود ذلك إلى تدفق الأموال بغزارة على خزانة الدولة في بغداد، وتعدد مواردها المالية التي شملت الزكاة، والخراج (ضريبة الأرض)، والجزية (المفروضة على أهل الذمة)، وأخماس المعادن والغنائم، بالإضافة إلى الرسوم المفروضة على التجارة الخارجية وغيرها من المكوس. أسهمت هذه الموارد الوفيرة في سد نفقات الدولة الإدارية والعسكرية والأمنية، ومكنت الخلفاء من الإنفاق بسخاء على مشاريع البناء والتعمير وإنشاء المدن الجديدة التي شكلت سمة بارزة لهذا العصر، مثل بغداد وسامراء.

## النهضة العمرانية
شكلت النهضة العمرانية مظهرًا بارزًا من مظاهر قوة وازدهار الخلافة العباسية في عصرها الأول، إذ أولى الخلفاء اهتمامًا كبيرًا بإنشاء المدن وتشييد القصور والمرافق العامة، وتعد مدينتا بغداد وسامراء من أبرز شواهد هذه النهضة.

### تأسيس بغداد
يرجع الفضل في تأسيس مدينة بغداد، التي أصبحت عاصمة للخلافة العباسية لقرون طويلة، إلى الخليفة الثاني أبي جعفر المنصور. دفعت عدة أسباب المنصور إلى اتخاذ هذا القرار الهام، منها الخطر الذي شكلته طائفةالراوندية في الكوفة سنة 141هـ / 758م على شخصه وعلى عاصمته المؤقتة آنذاك الهاشمية، والتي لم تكن محصنة بما يكفي، فضلاً عن قربها من الكوفة مركز التشيع والمعارضة التقليدية. رغب المنصور في إنشاء عاصمة جديدة تليق بمكانة الدولة العباسية المتعاظمة وتخلد ذكره.
بعد محاولات لاستكشاف المواقع، وقع اختيار المنصور على موضع بغداد الحالي على ضفاف نهر دجلة، وذلك لمزايا عديدة؛ أبرزها قربها من خراسان، معقل الدعوة العباسية، وقربها من المراكز العربية الأخرى مع بعدها النسبي عن مناطق الاحتكاك المباشر مع الروم. كما تميز الموقع بوقوعه بين نهري دجلة والفرات، مما يوفر خطوط دفاع طبيعية، وتوسطه للعراق، بالإضافة إلى كونه ملتقى للقوافل التجارية البرية والنهرية، وطبيعة أرضه السهلة المنبسطة التي تناسب السكنى.
حشد المنصور لبناء بغداد العمال المهرة وأهل الصناعات المختلفة، وبدأ العمل في إنشائها سنة 145هـ / 762م، وفقًا لأرجح الأقوال. صُممت المدينة على شكل دائري، وأُحيطت بسور حصين ذي أربعة أبواب رئيسية (باب الكوفة، باب البصرة، باب الشام، باب خراسان)، وبلغت نفقات بنائها حينذاك نحو ثمانية عشر مليون درهم. أطلق عليها المنصور اسم مدينة السلام، إلا أن الاسم القديم "بغداد" ظل هو الشائع بين الناس.

### بناء سامراء
بعد نحو سبعة عقود من بناء بغداد، أقدم الخليفة الثامن المعتصم بالله (حكم 218–227هـ / 833–842م) على تأسيس عاصمة جديدة للخلافة هي مدينة سامراء (سُرَّ من رأى). كان الدافع الرئيسي لإنشاء هذه المدينة هو الاحتكاك المتزايد والتوتر بين الجند الأتراك الذين جلبهم المعتصم واستكثر منهم ليكونوا حرسه الخاص وعماد جيشه، وبين سكان بغداد. أدت تجاوزات الجند الأتراك وسلوكهم إلى وقوع حوادث واضطرابات أودت بحياة عدد من سكان بغداد، مما دفع المعتصم للبحث عن مكان جديد ينتقل إليه مع جنده وحاشيته.
وقع الاختيار على موضع سامراء، على الضفة الشرقية لنهر دجلة، شمالي بغداد بنحو ستين ميلًا. حشد المعتصم العمال والبنائين وأهل الصناعات المهرة، وشرع في بناء المدينة وتخطيطها سنة 221هـ / 836م. سرعان ما توسعت سامراء وأصبحت عاصمة إدارية وعسكرية ضخمة، وشُيدت فيها القصور الفخمة والمساجد الجامعة، وظلت عاصمة للخلافة العباسية لعدة عقود تالية.

## النهضة الفكرية
شهد العصر العباسي الأول نهضة فكرية وثقافية كبرى في مختلف مجالات العلم والمعرفة، مستفيدًا من اتساع رقعة الدولة، ووفرة ثرواتها، ورواج تجارتها، واهتمام الخلفاء أنفسهم بالحياة الفكرية وتشجيعهم للعلماء والأدباء. ميَّز علماء المسلمين في تلك الفترة بين نوعين رئيسيين من العلوم التي ازدهرت:
- العلوم النقلية أو الشرعية: وهي العلوم المتصلة بالقرآن الكريم والسنة، وتشمل علم التفسير، وعلم القراءات، وعلم الحديث، والفقه، وعلم الكلام، بالإضافة إلى علوم اللغة العربية: النحو واللغة والبيان والأدب.
- العلوم العقلية أو الدخيلة: وهي العلوم التي أخذها العرب والمسلمون عن غيرهم من الأمم مثل الإغريق والفرس والهنود، ثم طوروها وأضافوا إليها، وتشمل الفلسفة، والهندسة، وعلم النجوم (الفلك)، والموسيقى، والطب، والكيمياء، والتاريخ، والجغرافيا.[35]

### دور المساجد في نشر العلم
قامت المساجد بدور محوري وفعال في نشر الثقافة الإسلامية والعلوم الشرعية، حيث كانت تكتظ بحلقات العلم والدرس، خصوصًا في مجال العلوم الدينية كالتفسير والحديث والفقه التي ازدهرت بشكل كبير. لم يكن الاهتمام بالحديث النبوي مقصورًا على أحاديث النبي مُحمَّد، بل شمل أيضًا ما كان مأثورًا عن الصحابة والتابعين.

### ازدهار علوم الحديث والفقه
من أشهر رجال الحديث في هذا العصر: ابن جريج (توفي 150هـ / 768م)، ومعمر بن راشد (توفي 153هـ / 770م) باليمن، وسعيد بن أبي عروبة (توفي 156هـ / 773م) بالبصرة، الأوزاعي (توفي 157هـ / 774م) بالشام، وسفيان الثوري (توفي 161هـ / 778م) بالكوفة، حماد بن سلمة (توفي 167هـ / 784م)، والإمام مالك بن أنس (توفي 179هـ / 795م) بالمدينة، وعبد الله بن المبارك (توفي 181هـ / 797م)، ووكيع بن الجراح (توفي 197هـ / 812م) بالكوفة، وسفيان بن عيينة (توفي 198هـ / 814م) بمكة.
ويُعد كتاب الموطأ الذي ألفه الإمام مالك بن أنس، إمام دار الهجرة بالمدينة المنورة، من أبرز المؤلفات في مجال الحديث والفقه في تلك الفترة. يُروى أن الخليفة المنصور هو من طلب من الإمام مالك تأليف هذا الكتاب، إذ التقاه في موسم الحج وكلمه في مسائل العلم ثم قال له: «يا أبا عبد الله لم يبق في الناس أفقه مني ومنك، وإني قد شغلتني الخلافة فاجمع هذا العلم ودونه ووطئه للناس توطئة، وتجنب فيه شدائد عبد الله بن عمر، ورخص عبد الله بن عباس، وشواذ عبد الله بن مسعود، واقصد إلى أواسط الأمور وما اجتمع عليه الأئمة والصحابة رضي الله عنهم». فوضع الإمام مالك كتابه "الموطأ" ليكون مرجعًا فقهيًا وحديثيًا جامعًا.
أما علم التفسير، فلم تظهر فيه الطريقة المنظمة في التأليف إلا في العصر العباسي الأول، حيث كان قبله مقتصرًا على تفسير آيات متفرقة أو سور صغيرة غير مرتبة حسب ترتيب المصحف، باستثناء ما نُقل عن ابن عباس. ومن أهم المفسرين في بدايات هذا العصر: مقاتل بن سليمان (توفي 150هـ / 767م)، ومحمد بن إسحاق (صاحب السيرة، توفي 151هـ / 768م)، وإن كانت تفاسيرهم الكاملة لم تصل.
ازدهرت دراسة الفقه ازدهارًا عظيمًا، وبرزت مدرستان رئيسيتان: الأولى هي مدرسة أهل الرأي والقياس في العراق، ومؤسسها الإمام أبو حنيفة النعمان (توفي 150هـ / 767م)، وخلفه تلميذاه أبو يوسف (يعقوب بن إبراهيم، توفي 182هـ / 798م) ومحمد بن الحسن الشيباني (توفي 189هـ / 804م). والثانية هي مدرسة أهل الحجاز، ومؤسسها الإمام مالك بن أنس، وتُعرف بمدرسة أهل الحديث. ثم جاء الإمام الفقيه محمد بن إدريس الشَّافعي (توفي 204هـ / 820م) فجمع بين منهج المدرستين، معتمدًا على الكتاب والسنة مع الأخذ بالرأي والقياس المنضبط.

### نشأة علم الكلام
من العلوم التي ظهرت وتطورت بشكل لافت في هذا العصر علم الكلام، ويُقصد به الجدل الديني والمناقشات العقلية في الأمور العقائدية، ويُسمى المشتغلون به بالمتكلمين. ومن أشهر فرق المتكلمين المُعتزلة، الذين خاضوا محاورات ومجادلات واسعة مع غيرهم من الفرق والمذاهب مثل المرجئة والشيعة والرافضة، وكذلك مع أتباع الديانات الأخرى كالنصارى واليهود والمانويين.
ومن أبرز رجال المعتزلة في تلك الفترة: واصل بن عطاء (توفي 131هـ / 748م، ويُعد من مؤسسي الاعتزال)، وعمرو بن عبيد (توفي 144هـ / 761م)، وبشر بن المعتمر (توفي 210هـ / 825م)، وثمامة بن أشرس (توفي 213هـ / 828م)، وأبو الهذيل العلاف (توفي نحو 227هـ / 850م).

### تطور علوم اللغة والأدب
شهد العصر العباسي الأول نهضة كبيرة في علوم اللغة العربية وآدابها، وظهور أسماء لامعة كثيرة أثرت في التاريخ الإسلامي.
في علوم اللغة بشكل عام، برز أعلام منهم: أبو عمرو بن العلاء (توفي 154هـ / 771م)، وحماد الراوية (توفي 155هـ / 772م)، والمفضل الضبي (صاحب المفضليات، توفي 170هـ / 786م)، وخلف الأحمر (توفي 180هـ / 796م)، وأبو عمرو الشيباني (توفي 206هـ / 821م)، ومعمر بن المثنى (صاحب نقائض جرير والفرزدق، توفي 210هـ / 825م)، والأصمعي (صاحب الأصمعيات، توفي 213هـ / 828م)، وأبو زيد الأنصاري (صاحب كتاب النوادر، توفي 215هـ / 830م)، وأبو عبيد القاسم بن سلام (توفي 224هـ / 838م)، ومحمد بن سلام الجمحي (توفي 231هـ أو 232هـ / 845 أو 846م).
وفي علم النحو، برز منهم مرتبين حسب تاريخ الوفاة: عيسى بن عمر الثقفي (توفي 149هـ / 766م)، وسيبويه (صاحب الكتاب، توفي نحو 180هـ / 796م)، ومعاذ بن مسلم الهراء (توفي 187هـ / 803م)، والكِسائي (توفي 189هـ / 805م)، وأبو زكريا الفراء (توفي 207هـ / 822م).
وعني كثير من اللغويين والنحاة بكتابة السيرة النبوية والمغازي، ومن أشهرهم في هذا المجال، مرتبين حسب تاريخ الوفاة: ابن إسحاق (توفي 151هـ / 768م)، ومحمد بن عمر الواقدي (توفي 207هـ / 823م)، وابن هشام (مهذب سيرة ابن إسحاق، توفي 218هـ / 833م)، ومحمد بن سعد البغدادي (صاحب الطبقات الكبرى، توفي 230هـ / 845م).
وفي كتابة التأريخ، ومن أبرز من اشتغل به: أبو مِخْنَف لوط بن يحيى الأزدي (توفي 157هـ / 774م)، وسيف بن عمر التميمي (توفي نحو 180هـ / 796م)، وهشام بن محمد الكلبي (توفي 204هـ / 819م)، والمدائني (توفي 225هـ / 840م)، ومحمد بن الحسين بن زبالة.
أما الشعر، فقد شهد هذا العصر ظهور نخبة من كبار الشعراء، منهم: بشار بن برد (قُتل 168هـ / 784م)، وأبو نواس الحسن بن هانئ (توفي نحو 198هـ / 813م)، ومسلم بن الوليد (توفي 208هـ / 823م)، وأبو العتاهية (توفي 211هـ / 826م)، وأبو تمام (توفي 231هـ / 846م).
وتطور النثر أيضًا، ومن أعلام الكُتَّاب في هذا العصر: ابن المقفع (قُتل نحو 142هـ / 759م)، وأحمد بن يوسف (توفي 213هـ / 828م)، وسهل بن هارون (توفي 215هـ / 830م)، وعمرو بن مسعدة (توفي 217هـ / 832م). وازدهرت فنون النثر مثل الخطابة، والرسائل الديوانية والإخوانية والأدبية، والعهود والوصايا، والتوقيعات، والوعظ، والمناظرات.

### بيت الحكمة وحركة الترجمة
شجع الخليفة هارون الرشيد العلم والعلماء، ويُنسب إليه تطوير بيت الحكمة في بغداد بعد أن كانت حجرة كبيرة ضاقت في خلافة جده أبو جعفر المنصور، والذي أصبح مركزًا لجمع الكتب من مختلف الحضارات وترجمتها. من أوائل المترجمين في عهده: سهل بن هارون، والحسن بن سهل، والفضل بن نوبخت، الذين ترجموا بشكل أساسي من الفارسية إلى العربية. وبرز مترجمون من اليونانية والسريانية إلى العربية مثل حنين بن إسحاق (وإن كان أوج نشاطه في عهد المأمون ومن بعده) ويحيى بن البطريق ويحيى بن ماسويه.
في عهد الخليفة المأمون، بلغت حركة الترجمة والنقل من اللغات الأجنبية إلى العربية ذروتها، إذ أرسل المأمون البعثات إلى القسطنطينية وغيرها لجلب المصنفات الفريدة في الفلسفة والهندسة والموسيقى والطب. وبجانب اهتمام الخلفاء، أسهم الأثرياء ورجال الدولة في دعم حركة الترجمة، ومن أبرزهم الأخوة بنو موسى بن شاكر (محمد وأحمد والحسن)، الذين أنفقوا أموالًا ضخمة في ترجمة كتب الرياضيات والهندسة والموسيقى والفلك، وأرسلوا حنين بن إسحاق إلى بلاد الروم لجلب أمهات الكتب.
اشتغل كثير من العلماء المسلمين بدراسة هذه الكتب المترجمة، وتفسيرها، والتعليق عليها، وتصحيح أخطائها، وإضافة إسهاماتهم الخاصة إليها، مما أثرى الفكر الإسلامي ووسع آفاقه. ومن أبرز هؤلاء الفيلسوف يعقوب بن إسحاق الكندي (توفي نحو 256هـ / 870م) ويُعد من أوائل الفلاسفة المسلمين الكبار، فترجم الكثير من كتب الفلسفة اليونانية وشرح غوامضها، ونبغ في علوم الطب والفلسفة والحساب والمنطق والفلك في الفترة اللاحقة من تاريخ الخلافة العباسية.

### انتشار الورق وأثره
من العوامل الهامة التي ساهمت في ازدهار الحركة العلمية والثقافية في العصر العباسي الأول هو ظهور الورق وانتشار استخدامه في الكتابة. يُذكر أن الفضل بن يحيى البرمكي أنشأ أول مصنع للورق في بغداد في خلافة هارون الرشيد. وبسبب خفة الورق وسهولة الكتابة عليه مقارنة بالجلود والقراطيس المصرية المصنوعة من ورق البردي، انتشرت الكتابة والنسخ والتأليف بشكل واسع، مما أسهم في حفظ العلوم ونقلها وتيسير تداولها بين الناس، وكان له أثر بالغ في النهضة الفكرية الشاملة التي أثرت في التاريخ الإسلامي والإنساني على حدٍ سواء.

### فهرس المنشورات
1. ↑  قباني (2006)، ص. 17.
2. ↑  قباني (2006)، ص. 19.
3. 1 2  قباني (2006)، ص. 42.
4. ↑  إلهامي (2013)، ص. 216 و621.
5. ↑  قباني (2006)، ص. 20-21.
6. ↑  قباني (2006)، ص. 22.
7. ↑  قباني (2006)، ص. 19-22.
8. ↑  قباني (2006)، ص. 27.
9. ↑  قباني (2006)، ص. 27-28.
10. ↑  قباني (2006)، ص. 29.
11. ↑  قباني (2006)، ص. 30.
12. ↑  قباني (2006)، ص. 30-32.
13. 1 2  قباني (2006)، ص. 33.
14. ↑  قباني (2006)، ص. 34.
15. ↑  قباني (2006)، ص. 34-35.
16. ↑  قباني (2006)، ص. 37.
17. ↑  قباني (2006)، ص. 37-38.
18. ↑  قباني (2006)، ص. 39.
19. ↑  قباني (2006)، ص. 39-40.
20. ↑  قباني (2006)، ص. 41-42.
21. 1 2  قباني (2006)، ص. 43.
22. 1 2  قباني (2006)، ص. 44.
23. 1 2 3  قباني (2006)، ص. 45.
24. ↑  عبد الحكيم (2011)، ص. 291-292.
25. ↑  طقوش (2009)، ص. 106-107.
26. ↑  قباني (2006)، ص. 47.
27. 1 2  قباني (2006)، ص. 48.
28. ↑  قباني (2006)، ص. 48-49.
29. 1 2 3 4  قباني (2006)، ص. 49.
30. 1 2 3  قباني (2006)، ص. 50.
31. ↑  قباني (2006)، ص. 50-51.
32. 1 2 3  قباني (2006)، ص. 51.
33. 1 2 3  قباني (2006)، ص. 52.
34. ↑  قباني (2006)، ص. 52-53.
35. 1 2 3 4 5  قباني (2006)، ص. 53.
36. 1 2 3  قباني (2006)، ص. 54.
37. 1 2  قباني (2006)، ص. 55.
38. 1 2  قباني (2006)، ص. 55-56.
39. 1 2 3 4  قباني (2006)، ص. 56.
40. ↑  قباني (2006)، ص. 56-57.
41. 1 2 3  قباني (2006)، ص. 57.

### معلومات المنشورات كاملة
الكتب مرتبة حسب تاريخ النشر
- محمد محمد رسمي قباني (2006)، الدولة العباسية من الميلاد إلى السقوط (ط. 1)، دمشق: دار وحي القلم، OCLC:4770010631، QID:Q134415666
- محمد سهيل طقوش (2009). تاريخ الدولة العبَّاسيَّة (ط. 7). بيروت: دار النفائس للطباعة والنشر والتوزيع. ISBN:978-9953-18-045-8. OCLC:915153412. QID:Q107182076.
- منصور عبد الحكيم (2011). هارون الرشيد: الخليفة المفترى عليه. تحقيق: طه عبد الرؤوف سعد (ط. 1). دمشق: دار الكتاب العربي. ISBN:978-977-376-595-8. OCLC:1158850430. QID:Q123371308.
- محمد إلهامي (2013)، العباسيون الأقوياء: رحلة العباسيين منذ بداية الثورة وحتى نهاية عصرهم الذهبي، رحلة الخلافة العباسية (1) (ط. 1)، القاهرة: مؤسسة اقرأ، OCLC:908114750، QID:Q126202684